# Рыбницкий жудец
Рыбницкий жудец (рум. Județul Râbnița) — административно-территориальная единица губернаторства Транснистрия в годы Второй мировой войны. Находился на территории Приднестровья, Одесской и Винницкой области. Центром повета был город Рыбница.

## Административное устройство
Рыбницкий жудец состоял из города Рыбница и пяти районов: Бирзульського, Каменского, Кодымского, Песчанского и Рыбницкого.
Руководила жудецем префектура во главе с префектом, в подчинении которого находились начальники жандармерии и полиции городских коммун. Префект нес всю ответственность во вверенном ему уезде в области соблюдения законодательства на местном уровне. В его обязанности входили также следующие функции: направление приказов в низшие инстанции и контроль за соответствующими органами управления на подчиненной ему территории. В управлении префекту помогали два субпрефекта, один из которых должен был выполнять местную функцию, а главной функцией другого было осуществление руководства управленческим аппаратом префектуры, просмотр и изменение судебных решений нижестоящих руководителей: преторов и примаров. Районами руководили претуры, которые возглавляли преторы. Количество претуров в жудеце колебалась в пределах десяти, от трех до шести, сами претуры включали в себя коммуны. Преторы, в свою очередь, руководили отделами сельского и лесного хозяйства, а также образовательными, техническими, санитарными и ветеринарными, им также подчинялась местная полиция, к тому же они контролировали деятельность жандармерии. Вторым лицом после претора был примпретор, на которого возлагались функции координатора всех местных административных учреждений, осуществление надзора за работой их отделов и контроля за выполнением приказов претора и высших инстанций. Претуры делились на более мелкие административно-территориальные единицы — коммуны, которые состояли из нескольких десятков населённых пунктов. В Рыбницком жудеце было 5 претур: Бирзульская (которая насчитывала 81 коммуну), Каменская (59 коммун), Кодымская (47 коммун), Песчанская (46 коммун) и Рыбницкая (57 коммун). Поскольку местному населению захватчики не доверяли, то в городах и селах были созданы городские и сельские управы (примарии), которые возглавляли в городах головы, а в селах — старосты. Они и решали все общие дела местного значения. Старосты опирались на помощь секретаря, нотариуса (сельского писаря, который выполнял функцию заместителя примара), агронома и других должностных лиц, выполнявших почти единственную задачу: вводили в жизнь все нормативные акты высших инстанций на подотчетной голове или старости территории.